# Dirka po Franciji 1963
Dirka po Franciji 1963 je bila 50. dirka po Franciji, ki je potekala leta 1963.

## Pregled
| Kategorije                          | Podatki       |
| ----------------------------------- | ------------- |
| Začetek-konec                       | Pariz - Pariz |
| Dolžina (km)                        | 4.137         |
| Število etap                        | 21            |
| Povprečna hitrost zmagovalca (km/h) | 37,092        |
| Kolesarjev                          | 130           |
| Tekmo končalo                       | 76            |